# Claudett de Jesus Ribeiro

## Vida
Claudett de Jesus Ribeiro é natural de São Luís e nasceu no dia 21 de maio de 1940.. 

## Formação e atuação
É uma geógrafa, historiadora e gestora pública brasileira.
Criou o Núcleo de Estudos Afro-Brasileiros da Universidade Federal do Maranhão. Depois de atuar como consultora do Unicef na elaboração de planos municipais de educação nos estados do Maranhão e Piauí, foi nomeada presidente da Fundação da Criança e do Adolescente do Maranhão, cargo que exerceu de 1995 a 2004. No governo maranhense, comandou programas direcionados para crianças e jovens de comunidades negras. Em 2009 assumiu a Secretaria de Igualdade Racial do estado.
- Em 2011, foi condecorada com a Ordem do Mérito Cultural do Ministério da Cultura[5].
- Em 19 de maio de 2022,foi agraciada com a Medalha do Mérito Legislativo “Mãe Andresa” pela Câmara Municipal de São Luís (MA), que homenageia mulheres negras com atuação significativa em diversas áreas sociais e culturais.[6].